# NCSoft
NCsoft es una empresa de Corea del Sur que desarrolla videojuegos multijugador en línea, entre ellos videojuegos de rol en línea multijugador masivos, como Lineage, Guild Wars y Aion.

## Historia
NCsoft fue fundada en marzo de 1997 por GM Kromede, un desarrollador de software de negocios y autor del procesador de texto coreano Hangul. Uno de los primeros productos de la compañía fue NC HTML Editor. En septiembre de 1998 NCSoft lanzó su primer y más popular juego: Lineage. El éxito de este juego ayudó a la compañía a expandirse a localizaciones como Taiwán, China, Japón y Estados Unidos.
La compañía estableció su filial llamada NC Interactive con sede en Austin, Texas como asociación con Destination Games de Richard Garriot en abril de 2001. El programador de NCSoft Jake Song también se trasladó a Austin para «estimular» el desarrollo.
NCsoft desarrolló Lineage 2 y lo estrenó en Corea del Sur el 1 de octubre de 2003, y en Estados Unidos el 28 de abril de 2004. NCSoft es también el editor de Guild Wars (desarrollado por su filial ArenaNet) y los MMORPGs City of Heroes y City of Villains (desarrollados por Cryptic Studios).
Lanzada en julio de 2004, NCSoft Europe es una filial completamente de su propiedad con su sede principal en Brighton, Inglaterra. Trajeron City of Heroes a muchos países europeos el 4 de febrero de 2005 y establecieron servidores de Lineage 2 (Teon y Franz).
En el Game Show de Taipéi en febrero de 2006, NCSoft anunció Dungeon Runners que estaba siendo desarrollado en las oficinas de Austin. Salió a la luz en mayo de 2007.
En 2006, NCSoft contrató al equipo principal de desarrolladores de jMonkey Engine, un escenario gráfico de alto rendimiento de código abierto basado en API de gráficos.
Se anunció en la E3 de 2007 que NCSoft es ahora desarrollador exclusivo para Sony, y desarrollará juegos exclusivos para PlayStation Network. También se anunció el desarrollo de un nuevo MMORPG: Aiôn, que está siendo desarrollado por el estudio de NCSoft de Seúl y utilizará la tecnología CryEngine de Crytek. La banda sonora está siendo creada por Kunihiko Ryo.
El 6 de noviembre de 2007 NCSoft anunció que compró toda la propiedad intelectual de City of Heroes y City of Villains a Cryptic, por lo que ahora NCSoft domina ahora el desarrollo del juego vía un nuevo estudio: Paragon Studios, constituido por el equipo de Cryptic que trabajó en los juegos originales.

## Código robado
El 27 de abril de 2007, la Policía Metropolitana de Seúl realizó una investigación a siete antiguos empleados de NCsoft sospechosos de haber robado parte del código de Lineage III y ofrecérselo a una importante compañía de videojuegos japonesa.
De acuerdo con NCsoft, el daño realizado pudo potencialmente exceder los mil millones de dólares.

## Títulos
- Aion: Tower of Eternity
- Atrix
- Auto Assault
- Blade And Soul
- City of Heroes
- City of Villains
- Dragonica
- Dungeon Runners
- Exteel
- Guild Wars
  - Guild Wars: Prophecies
  - Guild Wars: Factions
  - Guild Wars: Nightfall
  - Guild Wars: Eye of the North
  - Guild Wars 2
- Lineage
- Lineage 2
- Point Blank
- Punch Monster
- Smash Star
- SP Jam
- Tabula Rasa
- Wild Star